# Timón de Atenas

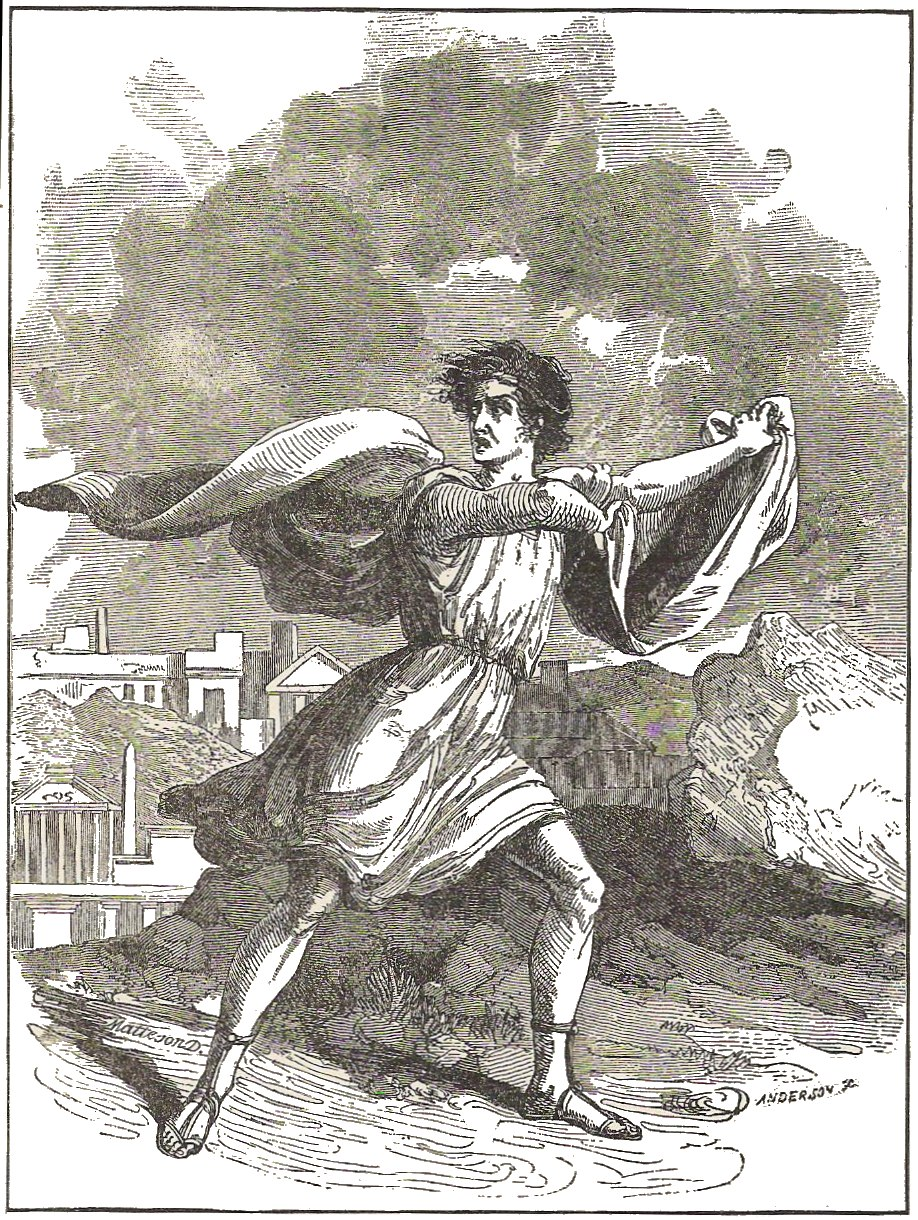
Ilustración de Timón de Atenas.

Timón de Atenas o La vida de Timón de Atenas (inglés: Timon of Athens o The Life of Timon of Athens) es una obra de teatro escrita por William Shakespeare hacia 1607 o 1608. Su estructura es inusual, con algunas lagunas o imprecisiones, y por esta razón, es comúnmente considerada un trabajo incompleto o experimental multiautoral. Se la suele agrupar junto a otras tragedias, pero algunos académicos la han colocado entre las comedias problemáticas, a pesar de la muerte de su protagonista. Sus fuentes materiales incluyen la Vida de Alcibíades de Plutarco, y el diálogo de Luciano, Timón, el misántropo. Es muy verosímil que Shakespeare se inspirase, más que en las fuentes primitivas de Plutarco, Luciano y Diógenes Laercio, en la elocuente pintura que del misántrópico filósofo ateniense traza Pedro Mejía en el capítulo XX (1.ª ed.) de la primera parte de su Silva de varia lección (Sevilla, 1540), reproducida ya por Painter en el Palace of Pleasure.
No existe evidencia que compruebe si la obra fue de hecho representada en vida del dramaturgo; sin embargo, esto es cierto en muchas de las piezas teatrales más aclamadas, como Antonio y Cleopatra y Coriolano.

## Autoría
A partir del siglo XIX, se han presentado sugerencias sobre que Timón podría ser el trabajo de dos escritores con mentalidades muy diferentes, dadas sus características divergentes; el candidato más popular, Thomas Middleton, fue el primero en ser propuesto como tal en 1920. Un estudio de 1917 por John Mackinnon Robertson apuesta a que George Chapman compuso "La queja de un amante" y fue el originador de Timón de Atenas. Estas alegaciones han sido rechazadas por otros críticos, entre ellos, Bertolt Brecht, Frank Harris, y Rolf Soellner, que apuntan a que en el fondo ha debido ser solo un experimento . Sostienen que si uno revisaba la obra del otro, habrían estado "inamovibles" a los estándares del teatro jacobeo, lo que no es así. Soellner considera que la obra es insusual porque fue representada en los alrededores de la corte, donde podían encontrarse con una audiencia más reducida, y la compañía de jóvenes abogados.
No obstante, en las últimas tres décadas, una serie de análisis lingüísticos del texto han descubierto una aparente confirmación de las teorías más tempranas: la obra contiene numerosas palabras, frases y preferencias de puntuación, que son más comunes en los trabajos de Thomas Middleton, y muy raros en Shakespeare. Estas marcas del lenguaje se unen en determinadas escenas, posiblemente indicando que Middleton y Shakespeare la compusieron de forma conjunta, y que se trataría más de una colaboración en vez de una revisión. El editor de la edición Oxford, John Jowett, describe esta evidencia y enfatiza en que la presencia de Middleton no significa que la obra deba ser desprestigiada: "Timón de Atenas es muy interesante porque el texto articula un diálogo entre dos dramaturgos de un temperamento muy diferente"(p. 2).
También se ha especulado que el propio Shakespeare representó el papel del Poeta.

## Personajes
- Timón: un caballero de Atenas, y en una época, un hombre rico bastante inusual. La crítica tiende a verlo como un soldado retirado, basada en una referencia ambigua sobre la armaduría en el acto IV, en comparación con El rey Lear. Otros piensan que Timón ha de ser un joven caballero cuya riqueza es ampliamente generacional. El texto agrega que el volumen de su riqueza radicaba en la tierra. La producción francesa de Peter Brook en los años 1960 presentó a Timón como un joven pensador idealista vestido en un esmoquin blanco. Paul Scofield lo interpretó como a un viejo soldado en la producción de la Royal Shakespeare Company en 1981.
- Alcibíades: capitán de la brigada militar y buen amigo de Timón. A menudo está acompañado de dos prostitutas, Phrynia y Timandra. Basado en el histórico Alcibíades, pero no necesariamente en su descripción.
- Apemantus: un filósofo, muy influyente en Timón, pero también muy crítico de él. Sus discursos suelen comenzar en poesía, pasan por prosa, y culminan en esta primera, como si sintiera que la poesía es un esfuerzo en vano para aquellos a los que él la ha de destinar. Muchas producciones presentan a Apemantus como a un anciano en detrimento de la edad de Timón, si bien la producción de Brook lo presenta como a un joven argelino sin hogar.
- Flavio: el administrador de Timón. Maneja todos sus asuntos y controla sus inmuebles. Se preocupa genuinamente por él, y es confortado cuando éste lo abanica.
- Flaminius: uno de los siervos de Timón. Su nombre deriva del cálido temperamento que presenta con Lucullus.
- Servilius: otro siervo de Timón. Es pasivo y tal vez iletrado.
- Lucilius: un joven romántico y siervo de Timón. Está enamorado de una mujer con un estatus social superior al suyo.
- Ventidius: uno de los "amigos" de Timón, y en prisión por deuda.
- Lucullus: "amigo" de Timón. Preferiría sobornar a Flaminius antes que ayudar a Timón.
- Lucius: "amigo" de Timón, hipócrita.
- Sempronius: el "amigo" más celoso de Timón.
- Poeta y Pintor: amigos de Timón, y artistas mediocres que buscan su mecenazgo. Aparecen en reiteradas ocasiones a lo largo de la obra, y siempre juntos, si bien la escena que abre el diálogo dice que no se han visto en un tiempo. Un Joyero y un Mercader aparecen brevemente en su compañía (también Mercer, un personaje fantasma).
- Los senadores de Atenas. Hay numerosos senadores sin nombre en toda la obra, algunos con parlamentos más extensos, pero todos ellos dan sus espaldas a Timón y Alcibíades. Uno tiene un siervo llamado Caphis. Atenas no tenía senado en el tiempo del legendario Timón.
- El bufón es de ligera compañía para Apemantus, y es empleado por una prostituta. Fue escrito para encomendarle una tarea a Robert Armin, ya que su aparición es bastante limitada.
- Tres Extranjeros, uno de nombre Hostilius; amigos de Lucius.
- El Viejo ateniense: el padre de la amada de Lucilius. Algunas producciones también han puesto en escena a su hija, pero Shakespeare no da cuenta de su presencia.
- Cuatro Señores. Amigos falsos de Timón. Uno de ellos recibe una joya por parte de aquel.
- Siervos de Timón, Lucullus, Lucius, Isidore, Varro (2), Titus, Hortensius, Philotus (los últimos cinco siendo los nombres de los acreedores de Timón)
- Banditti, Soldado, Paje, Cupido y damas en la mascarada.